# Прокуратор
Прокура̀тор е управител, най-често на римска провинция, изпълняващ ролята на главнокомандващ и съдия. Тази длъжност е разпространена в късната Римска република и ранната Римска империя.